# Rainer Wiegels
Rainer Wiegels (* 4. Juli 1940 in Solingen) ist ein deutscher Althistoriker, der an der Universität Osnabrück als Professor lehrte.

Rainer Wiegels studierte die Fächer Geschichte, Latein, Wissenschaftliche Politik, Philosophie und Provinzialrömische Archäologie. Im Jahre 1968 machte er das Staatsexamen für das Lehramt an Gymnasien in den Fächern Geschichte, Latein und Wissenschaftliche Politik und war anschließend wissenschaftlich an den Universitäten Freiburg i. Br., Bochum und Basel in den Fächern Alte Geschichte und Provinzialrömische Archäologie tätig. Im Jahr 1971 wurde er bei Herbert Nesselhauf in Alter Geschichte an der Universität Freiburg über das Thema Die römischen Senatoren und Ritter aus den hispanischen Provinzen bis Diokletian (Prosopographie und Herkunft) promoviert. 1976 erfolgte seine Habilitation ebenfalls in Freiburg mit einer Arbeit über die Tribusinschriften des römischen Hispanien.
Wiegels lehrte von 1980 bis zu seiner Emeritierung 2008 als Professor für Alte Geschichte an der Universität Osnabrück. Zu seinen akademischen Schülern gehören Krešimir Matijević und Wolfgang Spickermann. Im Jahr 2009 wurde ihm der Ausonius-Preis von der Universität Trier verliehen. Von April bis September 2011 war Wiegels Fellow am Max-Weber-Kolleg.
Wiegels gilt als Spezialist für die Varusschlacht und als ausgewiesener Kenner lateinischer Inschriften.

## Schriften
Monografien
- Die Tribusinschriften des römischen Hispanien. Ein Katalog (= Madrider Forschungen. Band 13). De Gruyter, Berlin 1985, ISBN 3-11-008310-8.
- Lopodvnvm II. Inschriften und Kultdenkmäler aus dem römischen Ladenburg am Neckar (= Forschungen und Berichte zur Vor- und Frühgeschichte in Baden-Württemberg. Band 59). Theiss, Stuttgart 2000, ISBN 3-8062-1491-3.
- mit Krešimir Matijević: Inschriften und Weihedenkmäler aus dem römischen Dieburg. Archäologische und Volkskundliche Arbeitsgemeinschaft Dieburg e. V. (AVA), Dieburg 2003, ISBN 3-9805719-8-X.
- Silberbarren der römischen Kaiserzeit. Katalog und Versuch einer Deutung (= Freiburger Beiträge zur Archäologie und Geschichte des ersten Jahrtausends. Band 7). Leidorf, Rahden/Westfalen 2003, ISBN 3-89646-767-0.
- Kleine Schriften zur Epigraphik und Militärgeschichte der germanischen Provinzen. Herausgegeben von Krešimir Matijević und Wolfgang Spickermann. Steiner, Stuttgart 2010, ISBN 978-3-515-09732-1.
- Zwei gestempelte Silberbarren und die spätantiken Goldbarren aus Siebenbürgen. Akston, München 2014, ISBN 978-3-9816008-5-8.
- Kleine Schriften zur Germanienpolitik in der römischen Kaiserzeit (= Pharos. Studien zur griechisch-römischen Antike. Band 29). Herausgegeben von Krešimir Matijević und Wolfgang Spickermann. Marie Leidorf, Rahden/Westf. 2016, ISBN 978-3-86757-257-6.

Herausgeberschaften
- mit Winfried Woesler: Arminius und die Varusschlacht. Geschichte, Mythos, Literatur. 3., aktualisierte und erweiterte Auflage. Schöningh, Paderborn u. a. 1995, ISBN 3-506-79751-4.
- mit Wolfgang Schlüter: Rom, Germanien und die Ausgrabungen von Kalkriese. Internationaler Kongress der Universität Osnabrück und des Landschaftsverbandes Osnabrücker Land e. V. vom 2. bis 5. September 1996 (= Kulturregion Osnabrück. Band 10 = Osnabrücker Forschungen zu Altertum und Antike-Rezeption. Band 1). Universitäts-Verlag Rasch, Osnabrück 1999, ISBN 3-932147-25-1.
- Die Fundmünzen von Kalkriese und die frühkaiserzeitliche Münzprägung. Akten des wissenschaftlichen Symposions in Kalkriese, 15.–16. April 1999 (= Osnabrücker Forschungen zu Altertum und Antike-Rezeption. Band 3). Bibliopolis, Möhnesee 2000, ISBN 3-933925-12-6.
- mit Winfried Woesler: Antike neu entdeckt. Aspekte der Antike-Rezeption im 18. Jahrhundert unter besonderer Berücksichtigung der Osnabrücker Region. Kolloquium Osnabrück, 16.–18. Februar 2000 (= Osnabrücker Forschungen zu Altertum und Antike-Rezeption. Band 4). Bibliopolis, Möhnesee 2002, ISBN 3-933925-25-8.
- mit Wolfgang Spickermann: Keltische Götter im Römischen Reich. Akten des 4. Internationalen Workshops „Fontes Epigraphici Religionis Celticae Antiquae“ (F.E.R.C.AN.) vom 4.–6.10.2002 an der Universität Osnabrück (= Osnabrücker Forschungen zu Altertum und Antike-Rezeption. Band 9). Bibliopolis, Möhnesee 2005, ISBN 3-933925-69-X.
- mit Gustav Adolf Lehmann: Römische Präsenz und Herrschaft im Germanien der augusteischen Zeit. Der Fundplatz von Kalkriese im Kontext neuerer Forschungen und Ausgrabungsbefunde. Beiträge zu der Tagung des Fachs Alte Geschichte der Universität Osnabrück und der Kommission „Imperium und Barbaricum“ der Göttinger Akademie der Wissenschaften in Osnabrück vom 10. bis 12. Juni 2004 (= Abhandlungen der Akademie der Wissenschaften zu Göttingen. Philologisch-Historische Klasse. Folge 3, 279). Vandenhoeck & Ruprecht, Göttingen 2007, ISBN 978-3-525-82551-8.
- Die Varusschlacht. Wendepunkt der Geschichte? Theiss, Stuttgart 2007, ISBN 978-3-8062-1760-5.
- Verschlungene Pfade. Neuzeitliche Wege zur Antike (= Osnabrücker Forschungen zu Altertum und Antike-Rezeption. Band 16). Leidorf, Rahden/Westf. 2011, ISBN 978-3-89646-737-9.
- mit Günther Moosbauer: Fines imperii – imperium sine fine? Römische Okkupations- und Grenzpolitik im frühen Principat. Beiträge zum Kongress „Fines imperii – imperium sine fine?“ in Osnabrück vom 14. bis 18. September 2009 (= Osnabrücker Forschungen zu Altertum und Antike-Rezeption. Band 14). Leidorf, Rahden/Westfalen 2011, ISBN 978-3-89646-735-5.
- mit Gustav Adolf Lehmann: „Über die Alpen und über den Rhein ...“ Beiträge zu den Anfängen und zum Verlauf der römischen Expansion nach Mitteleuropa. Internationales Kolloquium „Über die Alpen und über den Rhein ...“ der Kommission „Imperium und Barbaricum“ vom 28.–30.11.2012 (= Abhandlungen der Akademie der Wissenschaften zu Göttingen. N.F. Band 37). De Gruyter, Berlin u. a. 2015, ISBN 978-3-11-035447-8.
- mit Krešimir Matijević: Kultureller Transfer und religiöse Landschaften. Zur Begegnung zwischen Imperium und Barbaricum in der römischen Kaiserzeit (= Abhandlungen der Akademie der Wissenschaften zu Göttingen. N.F. Band 52). De Gruyter, Berlin u. a. 2021, ISBN 978-3-11-071644-3.